# ليوبولد كلوب دي بروكسل
نادي رويال ليوبولد لكرة القدم (Royal Léopold FC) هو نادي كرة قدم بلجيكي تابع لإقليم بروكسل العاصمة. تأسس عام (1893) تحت اسم نادي ليوبولد لكرة القدم (Léopold Football Club)، وتغير اسمه عدة مرات على مر التاريخ.
يلعب الفريق حاليًا (2014) في الدرجة الرابعة البلجيكية، إلا أنه قد سبق له اللعب في الدوري البلجيكي الدرجة الأولى عام (1895) وأنهى الموسم في المركز الرابع. وكان الفريق حينها ممثلًا للبرجوازية والنبل في بروكسل.
وفي موسم 1912–13 لعب في الدرجة الثانية، لكنه ضمن التأهل للعب في الدرجة الأولى في الموسم التالي، وفيه حلّ في المركز الأخير مرة أخرى وهبط. بعد ذلك بدأت الحرب العالمية الأولى، ومن ذلك الحين لم يتمكن الفريق من العودة للدرجة الأولى مطلقًا.